# Katja Wächterová
Katja Wächterová (* 28. ledna 1982 Lipsko, Německá demokratická republika) je bývalá německá sportovní šermířka, která se specializovala na šerm fleretem. Německo reprezentovala v prvním a druhém desetiletí jednadvacátého století. Na olympijských hrách startovala v roce 2008 v soutěži jednotlivkyň a družstev. V roce 2009 obsadila druhé místo na mistrovství Evropy v soutěži jednotlivkyň. S německým družstvem fleretistek vybojovala v roce 2009 třetí místo na mistrovství světa a v roce 2010 druhé místo na mistrovství Evropy.